# Christian Pollas
Christian Pollas foi um astronômo francês. Ele descobriu dez asteroides, alguns com Eric Walter Elst, incluindo a célebre descoberta do asteroide 65679 Aten, o asteroide Apollo 4179 Toutatis e o 9950 Amor.
O asteroide 4892 Chrispollas foi assim nomeado em sua homenagem.